# A형 간염바이러스
A형 간염바이러스(Hepatitis A virus, HAV, 학명: Hepatovirus A)는 간염의 일종인 A형 간염을 일으키는 바이러스를 말한다.

## 분류
A형 간염바이러스는 피코르나바이러스목 피코르나바이러스과 간염바이러스속에 속하는 바이러스로, 간염바이러스속의 모식종이다. 인간 등의 척추동물을 자연 숙주로 삼는다.
간염바이러스속에는 현재 13종이 추가로 분류되어 있는데, 이 종들은 박쥐, 설치류, 고슴도치, 땃쥐류를 감염시킨다. 혈청학적 분석 결과는 A형 간염이 설치류에서 처음 나타났을 가능성을 시사하고 있다. 기각류를 감염시키는 것으로 알려진 간염바이러스 B는 대략 1,800년 전에 A형 간염바이러스와 분기한 것으로 드러났다. 이외에도 히말라야마멋을 감염시키는 히말라야마멋 헤페토바이러스가 있는데, 이 바이러스는 유인원을 감염시키는 바이러스주(strain)과 대략 1,000년 전에 분기한 것으로 나타났다.

## 유전자형
하나의 혈청형과 7개의 유전자형이 발견되었는데, 이 중 4개는 사람을, 3개는 유인원을 감염시키는 것으로 알려졌다. 인간 유전자형은 I에서 III까지 총 6개의 아형(IA, IB, IIA, IIB, IIIA, IIIB)이 발견되었다. 유인원 유전자형은 IV-VI로 번호가 매겨졌다. 유전자형 VII이 사람에게서 한 번 발견된 적이 있다. 유전자형 III은 인간뿐만 아니라 올빼미원숭이에게서도 발견된다. I형이 대부분의 감염 사례를 보이는데, 여기서는 다시 IA가 대부분을 차지한다.
매년 1.73×10−4~9.76×10−4개의 뉴클레오타이드에 돌연변이가 발생하는 것으로 추정된다. 인간 감염주는 3,600년 전에 다른 유인원주에서 분리된 것으로 보인다. 유전자형 III와 IIIA 균주의 평균 분리시기는 각각 592년 전과 202년 전으로 추정되었다.

## 구조
피코르나바이러스로 바이러스 외피가 없으며 양성 단일가닥 RNA가 캡시드에 의해 포장된 형태로 존재한다. 주 숙주로 삼는 종에 따라 코돈의 사용방식에 차이가 있다. 효율이 좋지 않은 내부리보솜도입점을 보유하고 있다. 캡시드를 암호화하는 구역에 보존성이 높은 희귀 코돈 군집이 존재하여 항원의 변이를 제한한다.
| 속             | 구조       | 대칭성   | 캡시드      | 유전체의 형태 | 유전체 분절 |
| -------------- | ---------- | -------- | ----------- | ------------- | ----------- |
| 헤파토바이러스 | 정이십면체 | 유사 T=3 | 외피가 없음 | 선형          | 단일조각    |

## 복제 주기
사람 등의 척추동물들이 자연 숙주가 된다. 전염은 대변-구강 경로와 혈액을 통해 이루어진다.
바이러스는 섭취 이후 구인두 및 장의 상피세포를 통해 혈액으로 들어간다. 바이러스는 혈액을 타고 간으로 이동해 간의 대식세포인 쿠퍼세포와 간세포 내에서 증식한다. 바이러스 복제는 세포질에서 일어난다. 숙주 세포 내부로 침입은 숙주 수용체에 부착함으로써 세포내이입을 유도하여 이루어진다. 이후 양성가닥 RNA 바이러스의 복제 모델을 따라 복제된다. 번역시에는 숙주 세포의 리보솜을 사용한다. 이후 용균 및 비로포린을 통해 숙주 세포 외부로 배출된다. 비리온은 담즙에서 분비되어 대변을 통해 외부로 나온다. 바이러스는 혈중에 항-HAV IgM이 나타나기 약 11일동안 대량으로 배출된다. 잠복기는 15~50일이며 사망률은 0.5% 미만이다.
유전체는 간세포 내에서 캡시드로 포장되어 배출된다. 다른 피코르나바이러스들과는 달리 번역 개시를 위해 진핵세포 개시인자인 4G(eIF4G)를 온전하게 유지해야 한다.